# Бруцоло
Бруцоло (итал. Bruzolo) је насеље у Италији у округу Торино, региону Пијемонт.
Према процени из 2011. у насељу је живело 1483 становника. Насеље се налази на надморској висини од 438 м.

## Становништво
| 1936. | 1951. | 1961. | 1971. | 1981. | 1991. | 2001. | 2011. |
| ----- | ----- | ----- | ----- | ----- | ----- | ----- | ----- |
| 1.120 | 1.123 | 1.064 | 1.297 | 1.273 | 1.323 | 1.337 | 1.545 |